# Lill-Lapptjärnen, Ångermanland
Lill-Lapptjärnen är en sjö i Sollefteå kommun i Ångermanland och ingår i Nätraåns huvudavrinningsområde.